# وادي الحجار (مبين)

تعديل مصدري - تعديل

وادي الحجار هي إحدى قرى عزلة بني عكاب بمديرية مبين التابعة لمحافظة حجة، بلغ تعداد سكانها 56 نسمة حسب تعداد اليمن لعام 2004.